# Example.com
Az example.com, example.net, example.org és example.edu második szintű domainnevek, amelyeket dokumentációs célokra és a domainnevek használatának bemutatására használnak.
Az example (példa) domainokat a .com, .net és .org legfelső szintű tartományokban 1999-ben foglalták le az IETF által az RFC 2606-ban, míg az edu tartományban az ICANN által 2000-ben.
A lefoglalással az IANA a technikai és szoftveres dokumentációkban, útmutatókban és példakonfigurációkban használható olyan domainneveket biztosít, amelyek a végfelhasználó számára nem okozhatnak összeütközést, akkor sem, ha a példakonfigurációkat vagy szó szerinti példákat használja.
Egy username@example.com-szerű e-mailcím használható a weblapok regisztrálási példáiban, annak jelölésére, hogy az adott helyre a felhasználónak valódi e-mailcímet kell megadnia, amelyre megérkezik az e-mail. Az example.com-ot általános, szolgáltatófüggetlen esetekben használják.
Ezen domainnevek mind IPv4-ként, mind IPv6-ként az ICANN által üzemeltetett szerverek IP-címeire fejtődnek vissza, amelyek a DNSSEC-cel digítálisan aláírtak.
A példadomaineknek egy aldomaint definiáltak a DNS-ben. Mindegyik példára a www harmadik szintű tartomány egyazon IPv4 és IPV6 címekre vezet vissza, mint a második szintű.

## Fordítás
Ez a szócikk részben vagy egészben  az   Example.com című angol Wikipédia-szócikk fordításán alapul.  Az eredeti cikk szerkesztőit annak laptörténete sorolja fel. Ez a jelzés csupán a megfogalmazás eredetét és a szerzői jogokat jelzi, nem szolgál a cikkben szereplő információk forrásmegjelöléseként.